# Prvenstvo Kraljevine SHS u vaterpolu 1924.
Vaterpolsko prvenstvo Kraljevine SHS za 1924. godinu je osvojio Somborsko sportsko udruženje (SSU).

## Format natjecanja
Prvo su igrana prvenstva plivačkih podsaveza (2. i 3. kolovoza) čiji su se prvaci plasirali na završnicu državnog prvenstva koja je igrana 9. i 10. kolovoza 1924. u Sušaku.

## Podsavezna prvenstva
| Rezultati        | Rezultati |
| ---------------- | --------- |
| Viktorija - HAŠK | 3:1       |

| Rezultati             | Rezultati |
| --------------------- | --------- |
| Jugoslavija - Brđanin | 2:2       |

| Rezultati          | Rezultati |
| ------------------ | --------- |
| L.S.K. - Primorje  | 3:0 pff   |
| L.S.K. - Ilirija   | 1:0       |
| Primorje - Ilirija | 2:0       |

| Rezultati            | Rezultati |
| -------------------- | --------- |
| Jadran I - Jadran II | 2:0       |
| Gusar - Firule       | 2:0       |
| Jadran II - Firule   | 5:0       |
| Jadran I - Gusar     | 4:1       |

| Rezultati     | Rezultati |
| ------------- | --------- |
| SSU - Amateur | 7:0       |

## Završnica prvenstva
Igrano 9. i 10. kolovoza 1924. u Sušaku.

### Rezultati
| datum         | klub1         | klub2         | rez.          | napomene                                                            |
| kvalifikacije | kvalifikacije | kvalifikacije | kvalifikacije | kvalifikacije                                                       |
| ------------- | ------------- | ------------- | ------------- | ------------------------------------------------------------------- |
| 9.8.          | HAŠK          | Brđanin       | 4:0           |                                                                     |
|               |               |               |               |                                                                     |
| poluzavršnica |               |               |               |                                                                     |
| 9.8.          | Jadran        | Viktorija     | 2:2           | poništeno, odigrava se nova nakon protesta Jadrana                  |
| 9.8.          | SSU           | HAŠK          | 8:0           |                                                                     |
| 10.8.         | Viktorija     | Jadran        | 3:0 pff       | Jadran odbio nastupiti jer im nije bilo dozvoljeno menjanje postave |
|               |               |               |               |                                                                     |
| za prvaka     |               |               |               |                                                                     |
| 10.8.         | SSU           | Viktorija     | 5:1           |                                                                     |

### Konačni poredak
1. Somborsko sportsko udruženje (SSU)
2. Viktorija Sušak  ↓1
3. HAŠK Zagreb
4. Brđanin Beograd  ↓2

- - Jadran Split  ↓3

↑1  Sušak danas dio Rijeke 

↑2  za Brđanin su igrali i vaterpolisti Jugoslavije Beograd 

↑3  predstavnici Jadrana nisu htjeli predati srebrni pehar momčadi SSU-a kao novom pobjedniku radi protesta i zbog toga su kažnjeni neplasmanom 

## Poveznice
- Jugoslavenska vaterpolska prvenstva